# Gamasomorpha bipeltis
Gamasomorpha bipeltis là một loài nhện trong họ Oonopidae.
Loài này thuộc chi Gamasomorpha. Gamasomorpha bipeltis được Tord Tamerlan Teodor Thorell miêu tả năm 1895.